# MONDAY FOOTBALL みんなのJ
『MONDAY FOOTBALL みんなのJ』（マンデー・フットボール みんなのジェイ）は、フジテレビジョンで2024年4月2日（4月1日深夜）から毎週火曜日0:25-0:55（月曜深夜）に放送されているサッカー情報番組である。
フジテレビの一連の「マンフト」シリーズは、かつて帯番組として最終版FNNニュース枠で放送されていた『すぽると!』の月曜日の定例コーナーとして長年放送され、ヨーロッパ主要リーグの日本人選手の活躍を中心に速報し、多くのサッカーファンを魅了したことで知られている。
本作は、日本プロサッカーリーグ（Jリーグ）の監修・協力を仰ぎ、前週末に行われたJリーグの注目カードの結果や、その試合の勝敗を決めたシーンなどの舞台裏を小野伸二と、アシスタント役の堀池亮介、原田葵（両氏ともフジテレビアナウンサー）が紹介する。また注目選手のタイトルコールはジョン・カビラが行う。
また、視聴者参加型番組のスタイルも取り、小野から視聴者の子供たちに対して、技術テクニックを披露してもらう「#ONOテク」のコーナーが放送され、優秀作は放送やホームページに随時公開する予定とされている。
フジテレビ編成部長の中嶋優一は「小野さんは国際経験や日本代表の経験も豊富なので、いろいろご自身の言葉で話していただけるのではないか」と期待を寄せている。なお本作はJリーグを中心として展開し、国外のリーグは『FNN Live News α』や『すぽると!』などでフォローするとしている。なお、小野は『すぽると!』においても、主に日曜日にJ1リーグやヨーロッパを中心にした国外主要リーグの日本人選手の動向を紹介する「SUNDAY FOOTBALL」のコーナーの進行役を担当することも決まっている。

## ネット局
- フジテレビ（CX）
- テレビ静岡（SUT）
- さくらんぼテレビ（SAY）
- 福島テレビ（FTV）

## インターネット配信
- 最新回を水曜0時（火曜深夜）から1週間、TVerにて、過去回の有料配信はFODにて配信されている。